# Leticia Cuen
Leticia Cuen (Distrito Federal, México, 20 de marzo de 1971) es una compositora mexicana.

## Biografía y trayectoria
Leticia Cuen estudió composición en la Escuela Nacional de Música de la Universidad Nacional Autónoma de México (UNAM).
Desde temprana edad sintió que quería dedicarse a la composición. Durante una etapa probó con la guitarra, estudiando e interpretando la música de Tárrega y Fernando Sol entre otros. Durante su formación, por la sensibilidad que tenía el profesorado le aconsejó ir a Francia.

### México
En 1992 compuso su primera obra musical titulada Canto para las ánimas grabada por el violonchelista mexicano Ignacio Mariscal (Spartacus, Clásicos Mexicanos, 1995). En 1994 formó parte de la Sociedad Mexicana de Música Nueva, y compuso su primera obra para piano El llanto de los soles, la misma que fue incluida en el álbum Leticia Cuen: Œuvres pour piano.
Participó como redactora en la revista Armonía, publicada por la Escuela Nacional de Música (UNAM). 
Entre 1995 y 1996 ganó el Concurso nacional de estudiantes de composición del Segundo Encuentro Latinoamericano de Arpa y obtuvo una beca por parte del Fondo Nacional para la Cultura y las Artes.

### Francia
Gracias a una beca de Excelencia Artística concedida por la embajada de Francia en México, continuó sus estudios en la Universidad de París IV-Sorbona, y allí obtuvo el Diploma de Estudios Avanzados (DEA), su doctorado en Historia de la música (2002) y en Musicología (2008).
Tras trasladarse a Francia a finales de la década del 2000, fue compositora residente en la Cité Internationale des Arts de París, trabajó como profesora en el Conservatorio de Romainville y posteriormente comenzó a impartir Educación Musical en el Collége Sainte-Anne de Orcines. Además, forma parte de la Société des auteurs, compositeurs et éditeurs de musique (SACEM).
En 2002 la Orquesta Nacional de Lorraine, en Francia, interpretó en el Arsenal de Metz, la creación francesa de su obra Segunda nocturnidad, y Le Mexique en el Théâtre de la Ville de Saint-Avold, en el marco del Concert-famille. Tanto en 2002 como en 2003, participó en los proyectos pedagógicos de esta orquesta.
Las obras de Leticia Cuen son interpretadas regularmente en México, Argelia, Francia, Croacia, Estados Unidos, Cuba, Venezuela, Bulgaria, Austria y Canadá. Entre otros, el flautista mexicano Miguel Ángel Villanueva, los pianistas como el chileno Michio Nishihara Toro, los franceses Maxime Hochart y Axel Lenarduzzi, y el croata Lovro Pogorelich. Además, su repertorio para arpa se considera a menudo un estándar para los concursos latinoamericanos.
La crítica denominó su estilo como "contemporáneo neoromántico".
En su sitio web oficial, Cuen puso a disposición algunas de sus obras inéditas para su consulta digital. Entre estas se incluyen los temas Los olvidos (1993), Vagues (2003), Nocturne (2005), Asonancias (2005), Nocturnando (2006), y Préludes pour piano (1.er cycle) (2007), todas compuestas para ser interpretadas en una variedad de instrumentos que abarcan desde el arpa, el piano, el quinteto de alientos y cuarteto de cuerdas (violín, viola, violonchelo y contrabajo), la orquesta de cuerdas y la orquesta sinfónica. Su obra para piano ha sido motivo de diferentes emisiones de radio en Europa.